# Risto Talosela
Risto Jaakko Talosela (ur. 21 listopada 1924 w Lapui, zm. 26 października 2018 w Mänttä-Vilppula) – fiński zapaśnik walczący w stylu wolnym. Olimpijczyk z Helsinek 1952, gdzie zajął piąte miejsce w kategorii do 67 kg.
Trzeci na mistrzostwach Finlandii w 1949 i 1953, w stylu klasycznym. Drugi w 1955, w stylu wolnym.
Jego brat Erkki Talosela, był również zapaśnkiem, olimpijczykiem z 1948 i 1952 roku.

## Letnie Igrzyska Olimpijskie 1952
| Konkurencja      | Rundy eliminacyjne  | Rundy eliminacyjne     | Rundy eliminacyjne | Rundy eliminacyjne      | Rundy eliminacyjne       | Klas. końcowa |
| Konkurencja      | Przeciwnik I        | Przeciwnik II          | Przeciwnik III     | Przeciwnik IV           | Przeciwnik V             | Miejsce       |
| ---------------- | ------------------- | ---------------------- | ------------------ | ----------------------- | ------------------------ | ------------- |
| 67 kg styl wolny | Paul Besson (SUI) Z | Aram Jaltyrjan (SUN) P | wolny los          | Blondie Pienaar (ZPA) Z | Jay Thomas Evans (USA) P | 5.            |